# Krychnov
Krychnov település Csehországban, a Kolíni járásban. Krychnov Svojšice, Plaňany, Libodřice és Dolní Chvatliny településekkel határos. Lakosainak száma 112 fő (2024. január 1.).

## Népesség
A település lakosságának változását az alábbi diagram mutatja:
| Lakosok száma | 265  | 306  | 243  | 148  | 147  | 101  | 102  | 106  | 101  | 112  |
|               | 1869 | 1890 | 1921 | 1950 | 1980 | 2001 | 2017 | 2019 | 2022 | 2024 |